# راجا غانيشا
راجا غانيشا ((بالبنغالية: রাজা গণেশ) ؛ حكم في عام 1415) كان حاكمًا هندوسيًا للبنغال، الذي استغل ضعف سلالة إلياس شاهي الأولى واستولى على السلطة في البنغال. المؤرخون المعاصرون في فترة العصور الوسطى يعتبرونه مغتصبًا. حكمت سلالة غانيشا التي أسسها على البنغال من 1415 إلى 1435. ذكر اسمه في عملات معدنية لابنه السلطان جلال الدين محمد شاه باسم «كانس شاه». ذكر المؤرخون الهندو فارسيون اسمه راجا كانس أو كانسي. طابق عدد من العلماء المعاصرين راجا غانيشا مع دانوجامارداناديفا Danujamardanadeva، ولكن هذا التعريف غير مقبول عالميا.

## حياة سابقة
وفقًا لرياض السلاطين (وهو كتاب تاريخي مكتوب في عام 1788)، كان راجا غانيشا مالكًا لمدينة باتوريا ووفقًا لفرانسيس بوكانان هاملتون، فقد كان حاكم ديناجبور  في شمال البنغال. في خطاب معاصر، تم وصفه على أنه فرد من عائلة مالكة للأرض التي يبلغ عمرها 400 عام. في وقت لاحق، أصبح ضابطًا لحكام سلالة إلياس شاهي في باندوا. وفقًا لكتاب التاريخ المتأخر «رياض السلاطين»، راجا غانيشا قتل السلطان غياث الدين عزام شاه (حكم 1390–1410)، لكن مستندات كُتاب التاريخ السابقين مثل فريشته ونظام الدين أحمد لا تشير إلى أي حدث من هذا القبيل، وربما هو مات ميتة طبيعية. خلف غياث الدين عزام شاه ابنه سيف الدين حمزة شاه (حكم من عام 1410 إلى 1412) وتلاه لشهاب الدين بايزيد شاه (حكم 1413-1414).  يقول فريشته إنه أصبح قويًا جدًا في عهد شهاب الدين بايزيد شاه. في حين يذكر فريشته ونظام الدين أن غانيشا صعد إلى العرش بعد وفاة شهاب الدين ولكن مرة أخرى رياض السلاطين يقول إنه قتل شهاب الدين واستولى على العرش. خلف شهاب الدين ابنه علاء الدين فيروز شاه (حكم من 1414 إلى 1515)، ولكن سرعان ما تم خلعه من قبل راجا غانيشا.

## حكمه
وفقا لفريشته، تميز عهد راجا غانيشا بسياساته التصالحية تجاه المسلمين في باندوا. وذكر أنه «على الرغم من أن راجا غانيشا لم يكن مسلماً، إلا أنه اختلط معهم بحرية وكان يحبهم كثيرًا لدرجة أن بعض المسلمين شهد على إيمانه بالإسلام وأرادوا دفنه بالطريقة الإسلامية». لكن وفقًا لما قاله رياض السلاطين، بعد فترة وجيزة من توليه السلطة في باندوا، قام بقمع مسلمي البنغال وقتل عددًا منهم. عند ذلك، كتب شيخ الطريقة الجشتية «نور قطب العالم» رسالة إلى إبراهيم شاه الشرقي سلطان جونبور، يدعوه فيها لغزو البنغال والإطاحة براجا غانيشا. تم العثور على مضمون هذه الرسالة في خطاب مكتوب بواسطة حضرة أشرف جهانكير سمناني، شيخ صوفي في جونبور. ووفقا لما سجله الملا تقية (واحد من حاشية أكبر وجهانغير) أنه أثناء المُضي بالإطاحة براجا غانيشا، واجه إبراهيم شاه معارضة سيمها حاكم سلالة أوينوار بميثيلا. يعطي ملا تقية تاريخ هذا الحدث على أنه 805 هـ (1402-1403)، وهو خطأ واضح ولكن قد يكون هناك بعض الحقيقة في بيانه حول تحالف شيفا سيمها مع راجا غانيشا.
وفقًا للرواية المقدمة في رياض السلاطين، عندما وصل إبراهيم شاه إلى البنغال مع جيشه، طلب غانيشا من الشيخ نور قطب العالم العفو عنه وحمايته. وافق الشيخ على ذلك، واعتنق جادو (ابن غانيشا البالغ من العمر 12 عامًا) الإسلام على يديه وتمت تسميته باسم جلال الدين محمد شاه. وتولى العرش تحت مسمى جلال الدين محمد شاه. بمجرد عودة السلطان إبراهيم شاه إلى جونبور، استعاد غانيشا العرش. لكن في هذه المناسبة، قُتل غانيشا على يد بعض عبيد ابنه، جلال الدين محمد شاه، الذي تم استعادته بعد ذلك على العرش. 
تختلف الحسابات السابقة لغزو إبراهيم شاه شرقي عن الحساب الوارد في رياض الصالحين. ذكر مصدر صيني أن مملكة تقع إلى الغرب من البنغال قد غزت بالفعل، لكنها توقفت عند الاسترضاء بالذهب والمال. ذكر عبد الرزاق السمرقندي، في كتابه «مطلع السعدين ومجمع البحرين»، في عام 1442 (دبلوماسي في خدمة شاه رخ، الحاكم التيموري في هرات (حكم من 1405 إلى 1447))، كتب أن تدخل شاه رخ في أزمة البنغال - جونبور بناء على طلب من سلطان البنغال، «يوجه حاكم جونبور إلى الامتناع عن مهاجمة ملك البنغال، أو أن يتحمل عواقبه. إلى أي ترهيب كان حاكم جونبور قانتا، وقاوم من هجماته على ولاية البنغال». سجل التراث الأراكاني المعاصر أن جيش راجا غانيشا، الذي كان يسيطر بقوة على باندوا، هزم إبراهيم في المعركة. وفقًا لهذا التراث، قدم أحد حكام أراكان -الذين حصلوا على حق اللجوء في باندوا بعد أن هزمهم ملك بورمان في عام 1406- إلى راجا غانيشا النصيحة العسكرية التي مكنت جيشه من هزيمة إبراهيم.

## تطابقه مع دانوجامارداناديفا

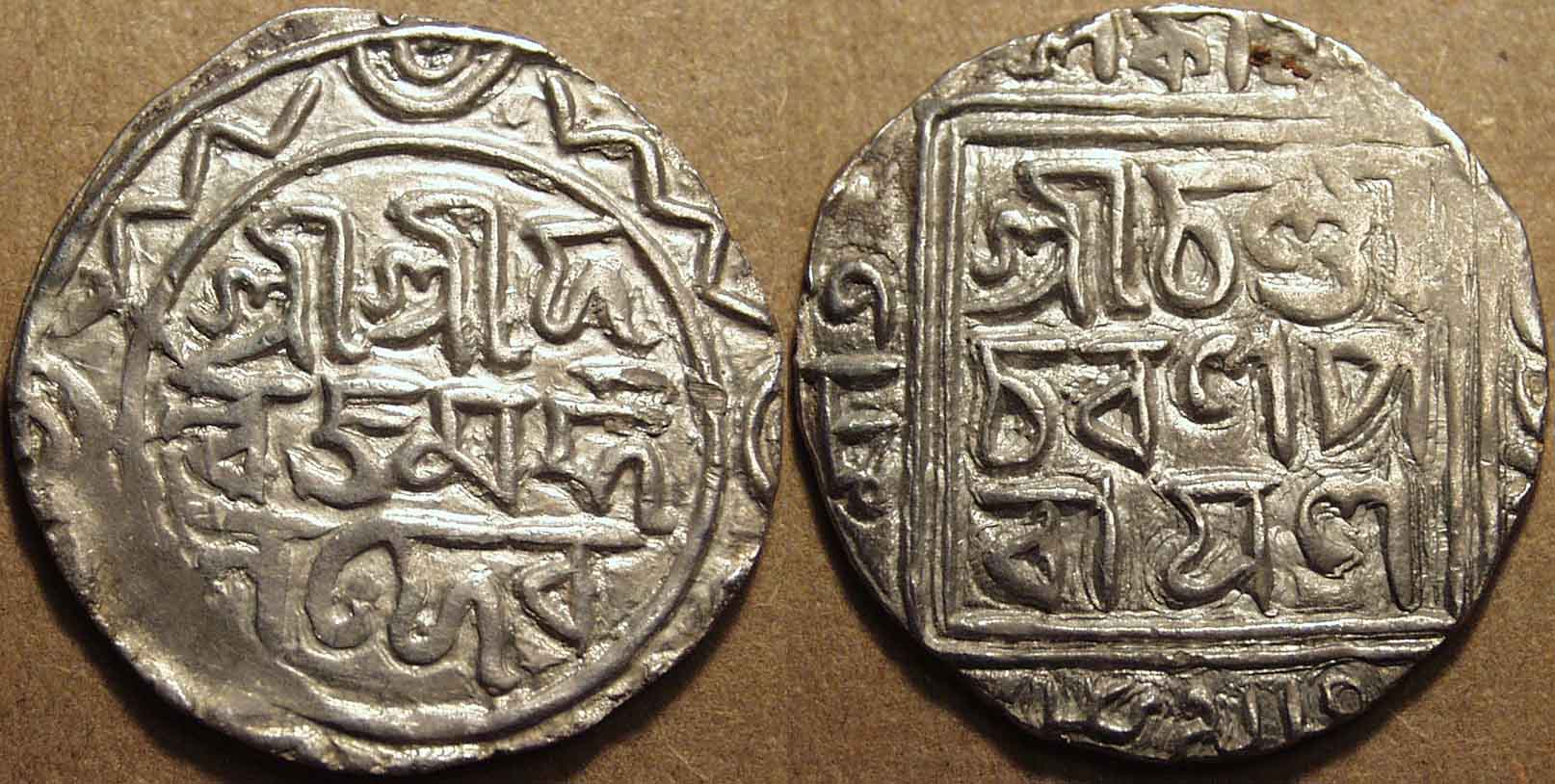
عملة فضية صدرت من دانوجاماردانا في شيتاغرام (شيتاغونغ) في العام ساكا 1339 (= 1417 م). الأساطير في رسائل البنغالية القرون الوسطى.
الوجه الأول: سري دانوجامارداناديفا،
الوجه الآخر: سري شاندي شارانا بارايانا.

في عام 1922، تولى عالم عصري يدعى ناليني كانتا بهاتاسالي في عملاته المعدنية والتسلسل الزمني لسلاطين البنغال المستقلين في وقت مبكر، أن دانوجامارداناديفا، الذي أصدر عملات فضية في عصر ساكا من 1339 إلى 1940 (1416–1818) من سوفارنجراما وباندوناغارا وشاتيجراما مع أسطورة السنسكريتية، شري شاندي شيرانا بارايانا (المكرسة لأقدام آلهة شاندي) في النص البنغالي على العكس، هي في الواقع لقب راجا غانيشا. كما افترض أن ماهيندريفا كان هو اللقب الذي كان نجله راجا غانيشا بعد عودته إلى الهندوسية وقبل اعتناقه الثاني للإسلام. المؤرخ جادونات ساركار يرفض هذا الرأي، قائلاً إن الروايات الإسلامية كانت منحازة؛ إنه يفضل التعرف على راجا غانيشا مع دانوجامارداناديفا نعتقد أنه بعد وفاة راجا غانيشا، رفع الحزب الهندوسي في المحكمة ابنه الثاني على العرش تحت عنوان ماهيندراديفا، الذي أطاح به قريباً شقيقه الأكبر جلال الدين.  لكن أحمد حسن داني اعتبر دانوجامارداناديفا وماهينريديفا الزعماء المحليين في شرق وجنوب البنغال الذين أكدوا استقلالهم أثناء الاضطرابات الناجمة عن استيلاء راجا غانيشا على السلطة وغزو إبراهيم شاه شرقي.  هو، بناءً على شهادة من المصادر الشفهية والأدبية اللاحقة، حدد دانوجامارداناديفا وماهينريديفا كأحفاد ملوك سلالة ديفا في تشاندرادفيبا (حي باريسال الحالي). باحث آخر عصري، ريتشارد إيتون أيد وجهة نظره وحدد بلدة النعناع باندوناغارا مع شوتا باندوا في حي هوغلي الحالي. ومع ذلك، فإن تقليد فشنوي في البنغال يحمل راجا غانيش لقبه على العرش.

## ديناجبور راج

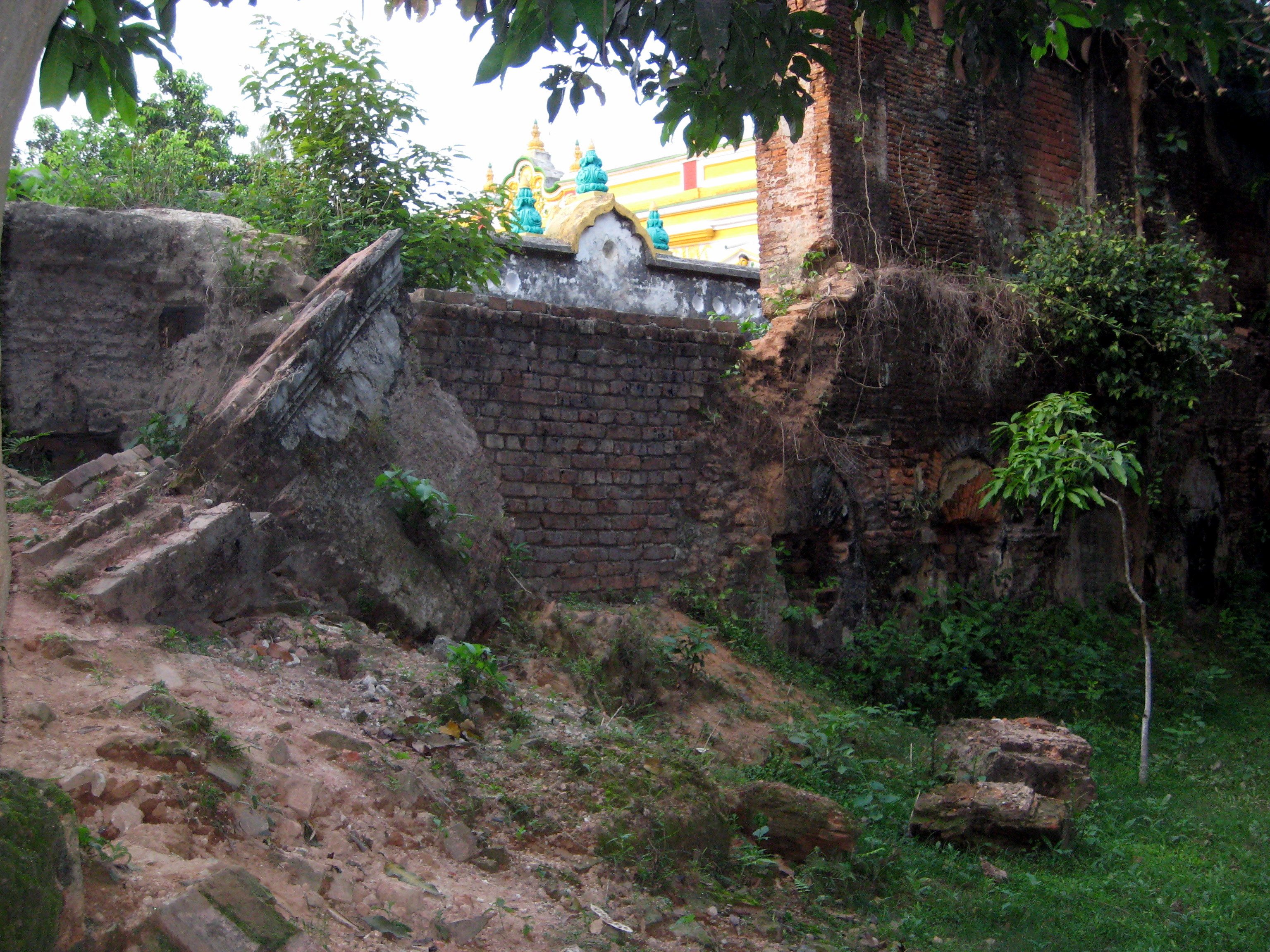
معبد كريشنا أنشأه راجا غانيشا في قصره مرئيًا من الطريق الخارجي.
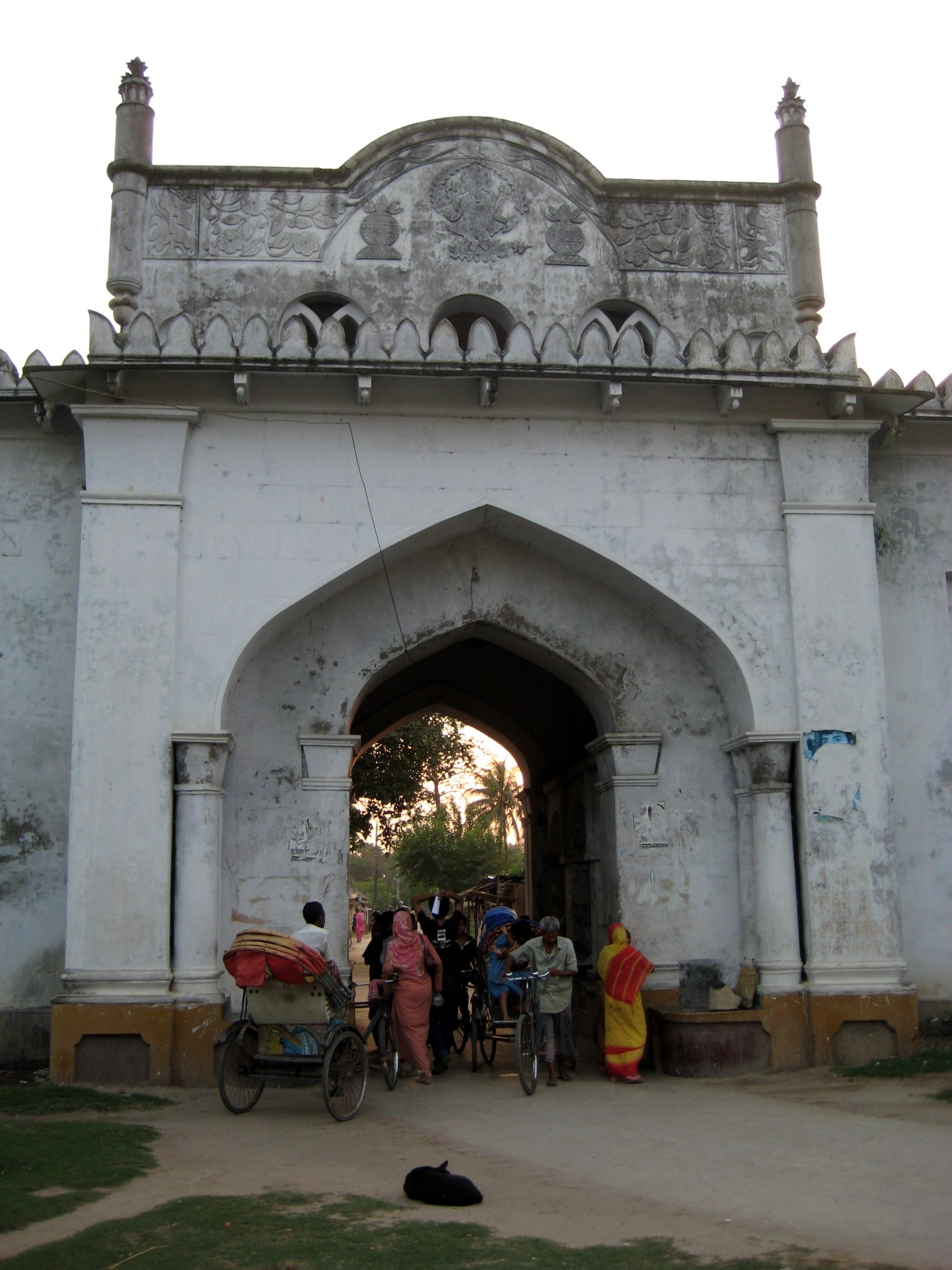
بوابة إلى ديناجبور راجباري.

 وفقًا للتقاليد، اشتقت ديناجبور اسمها من راجا ديناج أو ديناراج الذي أسس ديناجبور راج (ملكية ديناجبور). لكن وفقًا لتقاليد أخرى، كان راجا غانيشا هو المؤسس الحقيقي لهذا العقار. في أواخر القرن السابع عشر، أصبحت سريمانتا دوتا تشودري (ق / هاريش شاندرا) من سلالة أندول دوتا تشودري أصبح الزامندار في ديناجبور. بعده، ورث ابن شقيقته سوخيف غوش ممتلكاته كما أن ابن سريمانتا كان قد مات قبل الأوان. بدأ براناث راي، ابن سوخديف، بناء معبد كانتاناجار نافا راتنا، المعروف حاليًا باسم معبد كانتاجيو. على الأرجح تم بناء الكتل الرئيسية والخنادق المغلقة في راجباري (القصر) من قبل براناث وابنه بالتبني رامناث في القرن الثامن عشر. تعرض القصر الرئيسي المكون من طابقين لأضرار جسيمة من جراء زلزال في عام 1897 وأعيد بناؤه في وقت لاحق من قبل جيرياناث راي.
| راجا غانيشا مغتصب السلطة من سلالة إلياس شاهي (1415–1416) |                        |                          |
| سبقه جلال الدين محمد شاه                                 | حاكم البنغال 1416–1418 | تبعه جلال الدين محمد شاه |